# مارچیسون، ویکتوریا
مارچیسون (به انگلیسی: Murchison) یک روستا در استرالیا است که در ویکتوریا (استرالیا) واقع شده‌است.